# Apatomyza
Apatomyza is een vliegengeslacht uit de familie van de wolzwevers (Bombyliidae). De wetenschappelijke naam van het geslacht werd voor het eerst geldig gepubliceerd in 1820 door Wiedemann.

## Soorten
Het genus bevat de volgende soorten:

- Apatomyza angusticephala Lamas & Evenhuis, 2005
- Apatomyza aurea Lamas, Evenhuis & Couri, 2003
- Apatomyza bethuliensis Lamas, Evenhuis & Couri, 2003
- Apatomyza braunsii (Hesse, 1938)
- Apatomyza capensis Lamas, Evenhuis & Couri, 2001
- Apatomyza culicoides (Hesse, 1938)
- Apatomyza desertica Lamas, Evenhuis & Couri, 2001
- Apatomyza glabripleura Lamas, Evenhuis & Couri, 2003
- Apatomyza irwini Lamas, Evenhuis & Couri, 2001
- Apatomyza proboscidea Lamas, Evenhuis & Couri, 2003
- Apatomyza punctipennis Wiedemann, 1820
- Apatomyza whocantell Lamas & Evenhuis, 2005